# San Fele

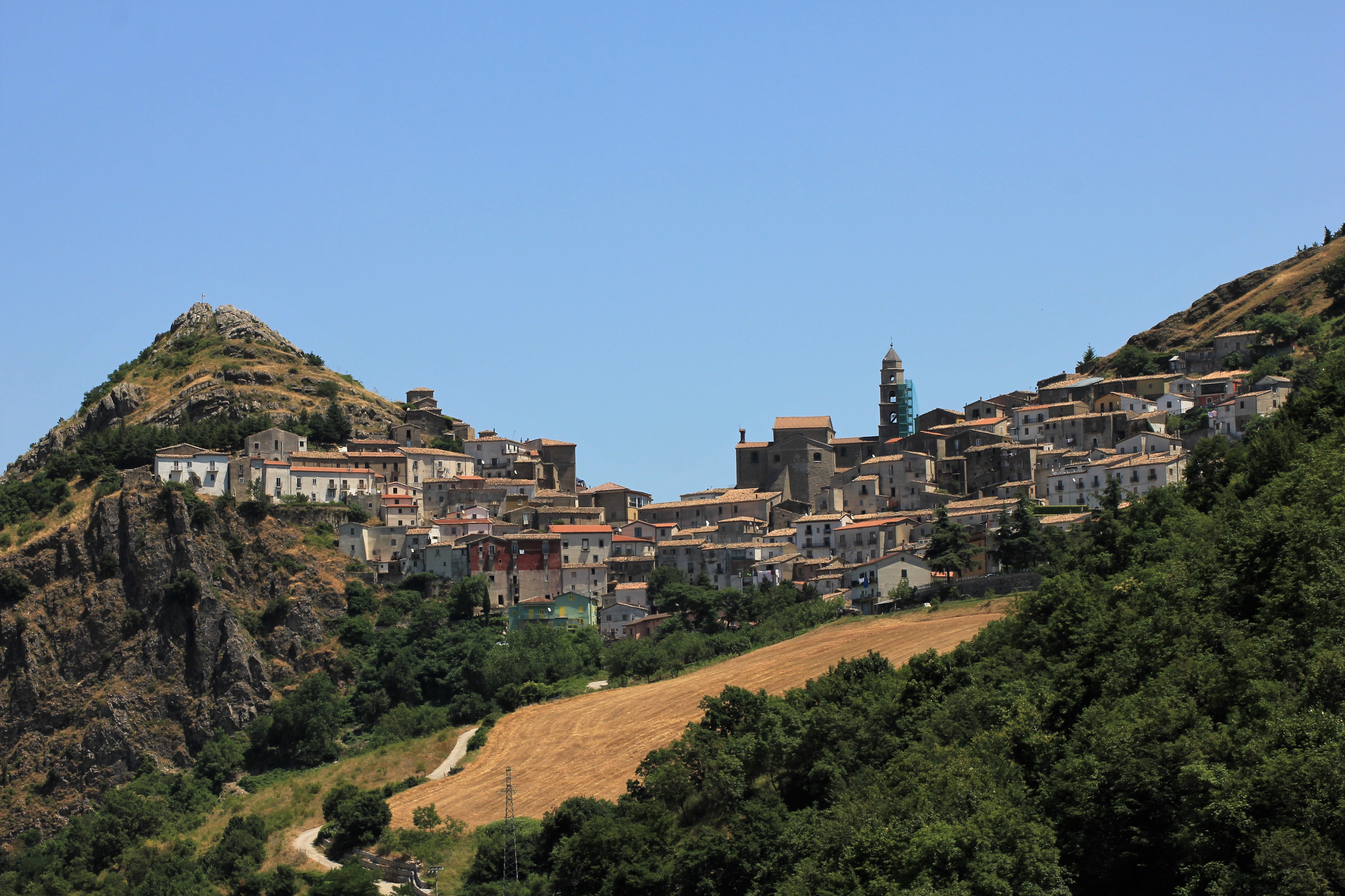

San Fele ist eine süditalienische Gemeinde (comune) mit 2533 Einwohnern (Stand 31. Dezember 2023) in der Provinz Potenza in der Basilikata. Die Gemeinde liegt etwa 29,5 Kilometer nordwestlich von Potenza. San Fele ist Teil der Comunità Montana del Vulture.

## Verkehr
Der Haltepunkt Rapone-Ruvo-San Fele liegt viele Kilometer nördlich des Ortes an der im Personenverkehr nicht mehr bedienten Bahnstrecke Avellino–Rocchetta Sant’Antonio.

## Gemeindepartnerschaften
- Muro Lucano, Provinz Potenza (seit 2010)

## Persönlichkeiten
- Justinus de Jacobis (1800–1860), Missionar in Äthiopien
- William Edmunds (1886–1981; eigentlich Guillermo Bocconcini), Schauspieler in den Vereinigten Staaten
- Giovanni Maio (* 1964), Mediziner, Philosoph und Universitätsprofessor für Bioethik
- Giuseppe Maio (* 1970), Autor und Regisseur deutschsprachiger Hörspiele und Radio-Features